# Habitat vernaculaire amazigh
 (mars 2024).
 (mai 2023).
La mise en forme du texte ne suit pas les recommandations de Wikipédia : il faut le « wikifier ».
Les points d'amélioration suivants sont les cas les plus fréquents. Le détail des points à revoir est peut-être précisé sur la page de discussion.
- Les titres sont pré-formatés par le logiciel. Ils ne sont ni en capitales, ni en gras.
- Le texte ne doit pas être écrit en capitales (les noms de famille non plus), ni en gras, ni en italique, ni en « petit »…
- Le gras n'est utilisé que pour surligner le titre de l'article dans l'introduction, une seule fois.
- L'italique est rarement utilisé : mots en langue étrangère, titres d'œuvres, noms de bateaux, etc.
- Les citations ne sont pas en italique mais en corps de texte normal. Elles sont entourées par des guillemets français : « et ».
- Les listes à puces sont à éviter, des paragraphes rédigés étant largement préférés. Les tableaux sont à réserver à la présentation de données structurées (résultats, etc.).
- Les appels de note de bas de page (petits chiffres en exposant, introduits par l'outil «  Source ») sont à placer entre la fin de phrase et le point final[comme ça].
- Les liens internes (vers d'autres articles de Wikipédia) sont à choisir avec parcimonie. Créez des liens vers des articles approfondissant le sujet. Les termes génériques sans rapport avec le sujet sont à éviter, ainsi que les répétitions de liens vers un même terme.
- Les liens externes sont à placer uniquement dans une section « Liens externes », à la fin de l'article. Ces liens sont à choisir avec parcimonie suivant les règles définies. Si un lien sert de source à l'article, son insertion dans le texte est à faire par les notes de bas de page.
- La présentation des références doit suivre les conventions bibliographiques. Il est recommandé d'utiliser les modèles {{Ouvrage}}, {{Chapitre}}, {{Article}}, {{Lien web}} et/ou {{Bibliographie}}. Le mode d'édition visuel peut mettre en forme automatiquement les références.
- Insérer une infobox (cadre d'informations à droite) n'est pas obligatoire pour parachever la mise en page.

Pour une aide détaillée, merci de consulter Aide:Wikification.
Si vous pensez que ces points ont été résolus, vous pouvez retirer ce bandeau et améliorer la mise en forme d'un autre article.
L'architecture vernaculaire amazighe (ou architecture vernaculaire berbère) correspond aux différents types architecturaux endémiques des régions amazighes (ou berbères) d'Afrique du Nord (des Iles canaries en Espagne à l'oasis de Siwa en Égypte et qui englobe l'intégralité des territoires de l'Algérie, du Sahara Occidental, du Maroc, de la Tunisie et de la Libye), antérieures et contemporaines à la période islamique. L'architecture amazighe se caractérise par une diversité et une hétérogénéité de formes et structures.

## Amalgame avec l'architecture arabique ou islamique
Les architecture amazighes sont souvent méprises pour des formes d'architectures arabes (c'est-à-dire issues de la péninsule arabique) ou encore issues des conquêtes islamiques. Pourtant, ni les formes, ni les matériaux, ni les ornements, ni même les utilités de l'architecture amazighe ne se retrouvent au sein des pays de la péninsule arabique.

## En Algérie
Du fait de l'hétérogénéité des territoires amazighs en Algérie, il existe une diversité d'architecture analogue, dans ses écrits Mouloud Mammeri disait de cette hétérogénéité : « Chaque colline porte un village et chaque village est un monde. Un sol bourré de valeurs, de traditions, de saints lieux, d’honneur ombrageux, de folles légendes et de dures réalités ».

### La maison Kabyle ouaxxam
La maison Kabyle est constitutive de la région montagneuse de Kabylie et de la vie ses habitants (les Kabyles). Constituée essentiellement de pierre et de bois, la maison Kabyle reflète l'identité endémique de son territoire : celui d'une population rurale, agricole et paysanne.
Jadis, (avant le développement économique de l'Algérie), la maison Kabyle était constituée d'une seule pièce de vie centrale et d'un grenier ou étaient entreposés des vivres et où dormaient les habitants, dans certains cas, la maison disposait d'une cave dans laquelle vivait le bétail,,.
La maison Kabyle est divisée de manière tripartite : l'espace réservé aux humains, une pièce réservé au bétail et une soupente ou un grenier (taεrict ou takanna) pour les provisions. La taille réduite des habitations kabyles est due à la densité de population des villages ainsi qu'à un état de relative pauvreté des populations kabyles rurales.
Les matériaux emblématiques de la maison kabyles sont restés au fil des siècles la tuile, la pierre, l'ardoise, le torchis ou le pisé.
Les ornements utilisés pour décorer les maisons kabyles sont constitutifs de l'art amazigh (ou art berbère) algérien : figures géométriques, losanges, lignes droites, chevrons, rosaces... Ces ornements sont présents sur les façades, les poutres, les ouvertures et les fenêtres.
L'importance de ces ornements prend racine dans l'importance de la cellule familiale et intime dans la société Kabyle (et plus largement amazighe ou algérienne).

### La maison aurasienne et des Zibans
La maison aurasienne est constitutive de la région montagneuse des Aurès en Algérie. À l'image de la maison Kabyle, la maison aurasienne est essentiellement constituée de pierre, de bois de palmier, de terre crue, de calcaire (issu du Zab occidental)  de pisé ou de torchis.
Les murs de la maison aurasienne sont à double parements et sont bâtis sans fondations ni terrassement grâce au sol rocheux résistant aux intempéries. Les portes sont rectangulaires et les ouvertures hexagonales. Les toitures sont réalisées en même temps que les murs créant ainsi une structure unifiée. Afin d'aider au maintien du toit, les maisons comportent des poutres en bois de palmiers. Comme pour la maison Kabyle, la maison aurasienne est conçue grâce à des éléments et matériaux endémiques, simples utilisés pour leur solidité et leur adaptation face aux contraintes climatiques (la terre cuite, le torchis et le pisé permettant une isolation face au froid et à la chaleur).

### La maisonmozabiteoutaddert/tiddart
Contrairement aux maisons Kabyle et Aurasienne, la maison mozabite se caractérise par des dimensions plus larges (généralement sur un étage), une architecture (intérieure comme extérieure) et un style plus épurés. Elle dispose d'un patio, un coin cuisine, un coin destiné aux provisions, un autre au métier à tisser. Les maisons Mozabites, du fait de leur localisation (dans le désert du Mzab) nécessitent la présence d'une cave à l'abri de la chaleur ou sont conservées les denrées périssables et où il n'est pas rare que les habitants se réunissent afin de s'abriter de la chaleur, dans la même optique, les maisons mozabites disposent de terrasse à ciel ouvert aux murs élevés (pour protéger des regards indiscrets et asseoir l'hégémonie de la famille dans son lieu d'intimité) où toute la famille peut dormir durant l'été afin de se rafraichir,.
Outre ses dimensions, les matériaux utilisés dans la maison Mozabite sont singuliers : du toub (briques d'argile), du timchent (plâtre issu de la cuisson du Gypse), le palmier (son bois est au socle de l'architecture Mozabite et endémique de la biodiversité du Mzab)  
La porte d'entrée en bois de palmier illustre l'importance de la cellule familiale et de sa préservation dans la culture Mozabite : large, haute, épaisse, lourde et ornée d'un anneau en métal elle souligne le caractère éminemment intime du domicile familial,,.

### L'habitatTouareg
Historiquement nomades, les Touaregs d'Algérie ne disposent pas de "maison" à proprement parler, ils vivent pour la plupart sous des tentes.

### La CasbahAlgéroise
Exemple d'architecture islamique et d'urbanisme des médinas amazighes, elle est aussi un symbole de la culture algérienne, un objet d'inspiration artistique et le siège d'un savoir-faire artisanal ancestral. Des acteurs locaux se battent pour faire vivre son patrimoine matériel et immatériel.
Perchée en hauteur depuis l’époque antique, la Casbah, cœur historique d’Alger, tire son nom du mot arabe signifiant « citadelle ». Fortifiée durant la Régence d’Alger, elle abritait les palais et villas des deys et des corsaires fortunés, reconnaissables à leurs vastes patios et arcs outrepassés. Ce mélange d’élégantes demeures islamiques et de modestes habitations typiques des médinas amazighes compose un paysage architectural unique.
La Casbah dévoile un labyrinthe de maisons aux murs immaculés, de portes décorées de faïences colorées, et de toits-terrasses offrant des panoramas spectaculaires sur la mer. Pour s’y déplacer, il faut arpenter les ruelles sinueuses et les escaliers escarpés qui descendent jusqu’au quartier du port.
L'extérieur des habitats de la Casbah d'Alger sont plutôt sobre et discret. L'intérieur en revanche est plus richement décoré : les galeries quadrangulaires, bordées d’arcades, s’ouvrent sur de spacieuses chambres richement décorées de tapis et de tentures de soie. Les soubassements des murs et les trumeaux des arcs sont sublimés par de superbes carreaux de céramique aux motifs multicolores.
Au cœur de l’ensemble, le patio ou cour intérieure, (appelé Wast Eddar en Algérien), est souvent embelli par une vasque en marbre d’où s’écoule une eau limpide et fraîche. Souvent, la cour intérieure est ornée d'arbres fruitiers : orangers ou un citronniers ajoutent une touche d’ombre et de fraîcheur.
La Casbah Algéroise comme de nombreuses autres médinas a souffert de l'occupation coloniale et des volontés de nettoyage ethnique et de génocide culturels coloniaux : une grande partie de la Casbah a été détruite pendant la période d'occupation.
La Casbah d'Alger a joué un rôle majeur dans l'évolution de l'architecture et de l'urbanisme en Afrique du Nord, en Andalousie et en Afrique subsaharienne aux XVIe et XVIIe siècles. Cette influence se reflète dans le caractère unique de son habitat et dans la richesse de sa stratification urbaine. Véritable modèle d’établissement humain, la Casbah illustre l’harmonie entre un mode de vie ancestral, les traditions musulmanes et d’autres héritages culturels. La Casbah d'Alger constitue un remarquable exemple d'habitat humain traditionnel enraciné dans la culture musulmane à forte identité méditerranéenne, fruit d'une synthèse de multiples traditions. Les vestiges de sa citadelle, ses mosquées historiques, ses palais, ainsi que son tissu urbain traditionnel, témoignent de cette richesse culturelle. Ils reflètent également l’interaction harmonieuse entre les différentes cultures (islamique et amazighe notamment) et peuplements qui ont façonnés son identité collective et son fort esprit communautaire.